# Des clics et des claques
Pour l’article ayant un titre homophone, voir Déclic et des claques.
Des clics et des claques est une émission de radio quotidienne en semaine diffusée sur Europe 1 du 23 août 2011 au 19 juin 2014.
D'abord dirigée par Laurent Guimier, accompagné d’une équipe de chroniqueurs (Guy Birenbaum, David Abiker, Agnès Léglise, Lise Pressac, Nicolas Carreau et Emery Doligé) qui commentent l’actualité vue à travers le prisme des réseaux sociaux, notamment Twitter et Facebook, en compagnie d'un invité et d'interventions d'auditeurs. Les auditeurs qui ne peuvent intervenir au téléphone ont la possibilité de suivre et commenter en direct l'émission sur Twitter grâce au hashtag « #DCDC ».
L'année suivante, Bérengère Bonte succède à Laurent Guimier à la présentation de l'émission, avant d'être remplacée pour la troisième et dernière saison par le tandem David Abiker et Guy Birenbaum.

## Organisation de l'émission
De 20 h à 21 h, l'émission dinstingue deux parties : la première (« La Grande Conversation ») est consacrée au thème du jour et la seconde se concentre plus sur l'invité (la « tête à clics ») et sur sa présence sur les réseaux sociaux. De 21 h à 22 h 30, l’émission se consacre à la culture et à l'analyse du profil de l'invité sur les réseaux sociaux et internet.

## Vie de l'émission sur les réseaux sociaux
En lien avec le concept de l'émission,les échanges en direct avec les réseaux sociaux, et en particulier Twitter, confèrent à l'émission une grande interactivité.
Tout au long de l'émission, Lise Pressac, la « voix des auditeurs », relaie certains des commentaires des auditeurs sur les sujets traités, ainsi que les questions qu'ils peuvent poser aux invités. Depuis fin 2012, un bandeau où sont affichés des tweets commentant l'émission sélectionnés par Lise Pressac a été ajouté sur le live vidéo de l'émission. Il est également fréquent que des chroniqueurs répondent directement sur Twitter à des remarques ou commentaires émis par les auditeurs. L'émission a ainsi une véritable « vie » en dehors de son cadre strictement radiophonique.

## Éléments cultes de l'émission
Les T-shirts du chroniqueur Guy Birenbaum, chaque jour différents, sont très vite devenus « culte »[réf. nécessaire] et font même l'objet d'un blog Tumblr.
Avant l'émission, Lise Pressac demandait sur Twitter si les auditeurs avaient des questions à poser aux invités. Les réponses des auditeurs, qui rivalisent de jeux de mots sur le nom des invités, ont elles aussi leur Tumblr dédié.

## Réception critique
- Pour Erwan Cario du journal Libération, l'émission n'est qu'une émission de plus sans réelle originalité[6]. Au contraire, pour Les Inrocks, l'émission a toute sa place dans le paysage radiophonique français et dont « l’enjeu est surtout de faire dialoguer les générations, de ceux qui ne connaissent rien aux réseaux sociaux aux twittos les plus acharnés »[7].
- Le journaliste Vincent Glad[8] a fortement critiqué l'orientation politique de l'émission, notamment la chronique d'Emery Doligé « où, curieusement, la gauche se fait souvent étriller »[9].
- Le collectif « La Barbe » a publié un communiqué[10] reprochant à l'émission de ne pas faire figurer les femmes de l'équipe sur l'affiche officielle. Ce à quoi Laurent Guimier a répondu dans l'émission suivante que la photo devait être modifiée de toutes façons, indépendamment de ce communiqué[11].